# シラー (小惑星3079番)
シラー (3079 Schiller) は小惑星帯に位置する小惑星。パロマー天文台のトム・ゲーレルスとライデン天文台のファン・ハウテン夫妻が発見した。
ドイツの詩人、歴史学者、劇作家、思想家のフリードリヒ・フォン・シラーから命名された。なお、日本語で表記すると「シラー」になる小惑星がもう一つ存在する (8722 Schirra)。